# China Video Disc
China Video Disc o CVD (en castellano videodisco chino) es un videodisco SVCD no estándar, diferenciándose de este en que sólo tienen 352 columnas de resolución (el SVCD tiene 480), lo que da en PAL una resolución de 352x576 a 25 FPS (fotogramas por segundo), y en NTSC 352x480 y 29,97FPS. Al igual que los SVCDs, su compresión está basada en MPEG-2. Su resolución es aproximadamente la mitad de la de un DVD.
Pese a tener menos "resolución horizontal", hay casos en los que se aprecia poco esta pérdida de calidad, como la captura de televisión analógica, o la reproducción en televisores de rayos catódicos que no tienen mucha "resolución horizontal" (ancho de banda). En estos casos, mientras que las 576 líneas horizontales ("resolución vertical ") siguen siendo necesarias para tener una alta calidad (ya que son tratadas de una en una), en vertical se prescinde de un poco de resolución, a cambio de obtener una tasa de bits menor (más minutos en un CD) o reducir la compresión de cada fotograma, lo que mejorará la representación de los colores, y evitará algo la aparición de macrobloques.
Actualmente se usa a veces en lugar de SVCD en el intercambio de películas por Internet y capturas de televisión y video analógico en MPEG-2. En general se usa en los mismos casos que SVCD pero cuando se da poca importancia a la "resolución horizontal" en relación con otras características del vídeo.